# Dilar taiwanensis
Dilar taiwanensis är en insektsart som beskrevs av Banks 1937. Dilar taiwanensis ingår i släktet Dilar och familjen Dilaridae. Inga underarter finns listade i Catalogue of Life.